# 王龙芳
王龙芳（1964年—），江苏镇江人，汉族，中华人民共和国政治人物、第十一届全国人民代表大会江苏地区代表。
毕业于江苏广播电视大学经济管理专业，是中共党员。担任江苏镇江南门快客汽车站站务员。2008年起担任全国人大代表。